# Huset Wróblewski (Lubicz)
 For alternative betydninger, se Huset Wróblewski. (Se også artikler, som begynder med Huset Wróblewski)
Huset Wróblewski var en kendt adelig familie i Kongedømmet Polen.

## Historie
Wróblewski-familien stammede fra Den polsk-litauiske realunion. Det vides ikke hvilken Wróblewski, der var den første til at få tildelt Lubiczs våbenskjold, men husets ældste kendte forfader var Wincenty Kazimierz Wróblewski fra det 18. århundrede, som kæmpede i Kościuszko-opstanden sammen med sin søn, Antoni Józef Wróblewski, og var en bekendt af oprørets leder Tadeusz Kościuszko. 
Antoni Wróblewski, Wincentys arving, boede i Kraków, hvor han giftede sig med Klementyna (née Tyszkiewicz) og fik mindst tre børn:
- Antoni Henryk Wróblewski
- Walenty Antoni Wróblewski[5]
- Wincenty Wróblewski[6]

## Kendte medlemmer
- Wincenty Kazimierz Wróblewski
  - Antoni Józef Wróblewski (1796-1831)
    - Antoni Henryk Wróblewski (1819-?)
      - Zygmunt Florenty Wróblewski (1845-1888)

    - Walenty Antoni Wróblewski (1823-?)
      - Piotr Antoni Wróblewski (1842-1909)
      - Józef Wróblewski (1855-?)
        - Bronisław Wróblewski (1888-1941)
          - Jerzy Wróblewski, jurist
          - Andrzej Wróblewski, maler

    - Wincenty Wróblewski (1831-1892)
      - Stanisław Wróblewski (1868-1938)
      - Władysław Wróblewski (1875-1951)

  - Stefan Wróblewski (1798-?)

## Fodnoter
1. ↑  Tadeusz Gajl (2007). Herbarz polski od średniowiecza do XX wieku : ponad 4500 herbów szlacheckich 37 tysięcy nazwisk 55 tysięcy rodów. ISBN 978-83-60597-10-1.
2. ↑  Jerzy Jan Lerski; Piotr Wróbel; Richard J. Kozicki (1996). Historical Dictionary of Poland, 966-1945. Greenwood Publishing. ISBN 978-0-313-26007-0.
3. ↑  "Antoni Józef Wróblewski". Find a Grave. Arkiveret fra originalen 18. januar 2019. Hentet 22. marts 2020.
4. ↑  http://www.geni.com/people/Antoni-Wr%C3%B3blewski/6000000040523342902
5. ↑  "Walenty Antoni Józef Wróblewski". Find a Grave.
6. ↑  "Wincenty Wróblewski". Find a Grave. Arkiveret fra originalen 18. januar 2019. Hentet 22. marts 2020.